# Trädlärkan 6

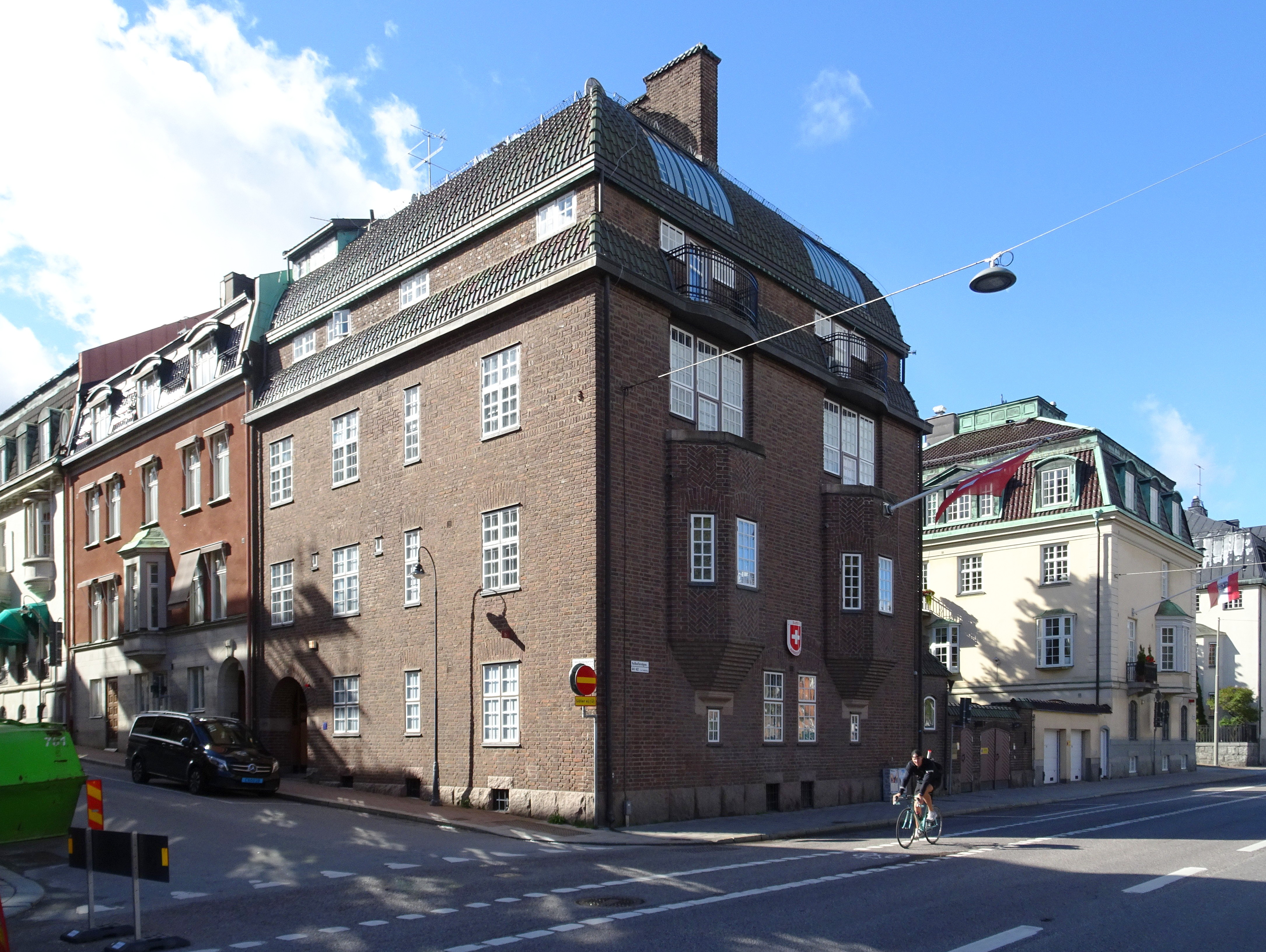
Trädlärkan 6 sedd från Valhallavägen, till höger ansluter Trädlärkan 5 och till vänster Trädlärkan 7, september 2022.

Trädlärkan 6 är en kulturhistoriskt mycket värdefull före detta villafastighet i kvarteret Trädlärkan i Lärkstaden på Östermalm i Stockholm. Denna stadsvilla i hörnet Valhallavägen 64 / Sköldungagatan 9 ritades 1909 av arkitekten Erik Hahr. Fastigheten är blåmärkt av Stadsmuseet i Stockholm vilket är den högsta klassen och innebär "att bebyggelsen bedöms ha synnerligen höga kulturhistoriska värden". I byggnaden hade bland andra konstnärerna Nils Asplund, Arthur Sjögren och Endre Nemes sina ateljéer. Sedan 2003 ägs fastigheten av schweiziska staten som har sin Stockholmsambassad i huset.

## Bakgrund

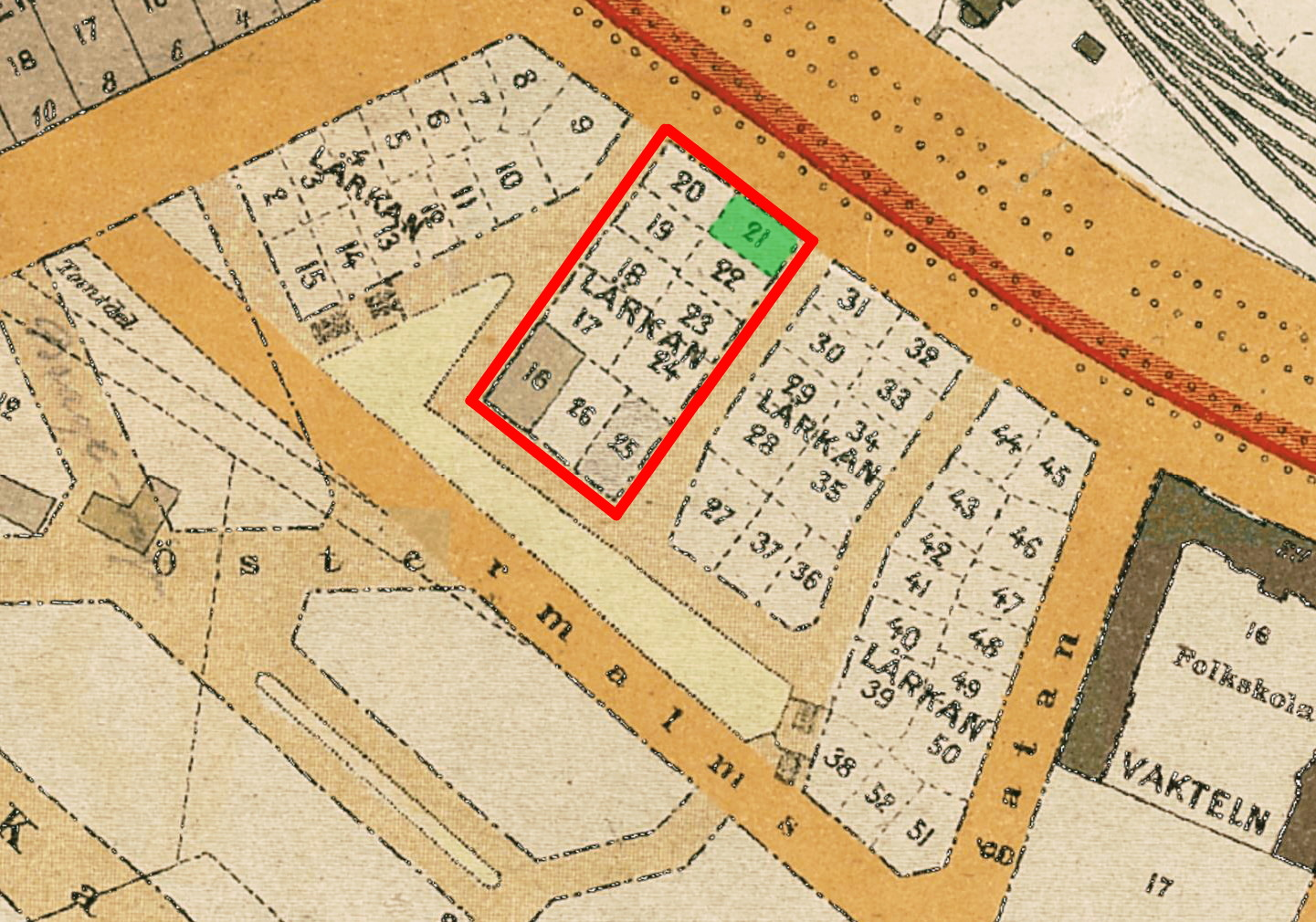
Kvarteret Lärkan 1909. Tomt nr 28 (grön), nuvarande Trädlärkan 6.

Att uppföra ”sammanbyggda enfamiljshus” var något nytt i Stockholm på 1900-talets början och kan ses som ett experiment och en tidig form av radhus som stadsplanearkitekten Per Olof Hallman ville pröva i kvarteret Lärkan. Han förvärvade själv hörntomten nr 32 i Lärkan och byggde 1909 sin stadsvilla på Sånglärkan 6. 
I februari 1909 började Stockholms stad försäljningen och i december 1912 var samtliga 51 tomter i kvarteret Lärkan (nr 2–52, nr 1 fanns inte) sålda. Bland tidiga köpare fanns arkitekten Erik Hahr som i juli 1909 förvärvade tomt nr 21 (sedermera namnändrad till Trädlärkan 6), inte långt från Hallmans tomt, båda belägna vid den nyanlagda Valhallavägen. Fastigheten omfattade en areal om 319,7 kvadratmeter ”å fri och egen grund”. Till egendomen hörde även mark för en mindre trädgård som husägaren kunde anlägga i anslutning väster om byggrätten.
Det var vanligt att byggmästare eller arkitekter köpte tomter i Lärkan som sedan, tillsammans med det färdiga huset, såldes till byggherren vilken i detta fall var Emilia Asplund (född 1844), änka efter byggmästaren Johan Gustav Asplund (född 1828) och far till konstnären Nils Asplund (född 1874).

## Byggnadsbeskrivning

### Exteriör

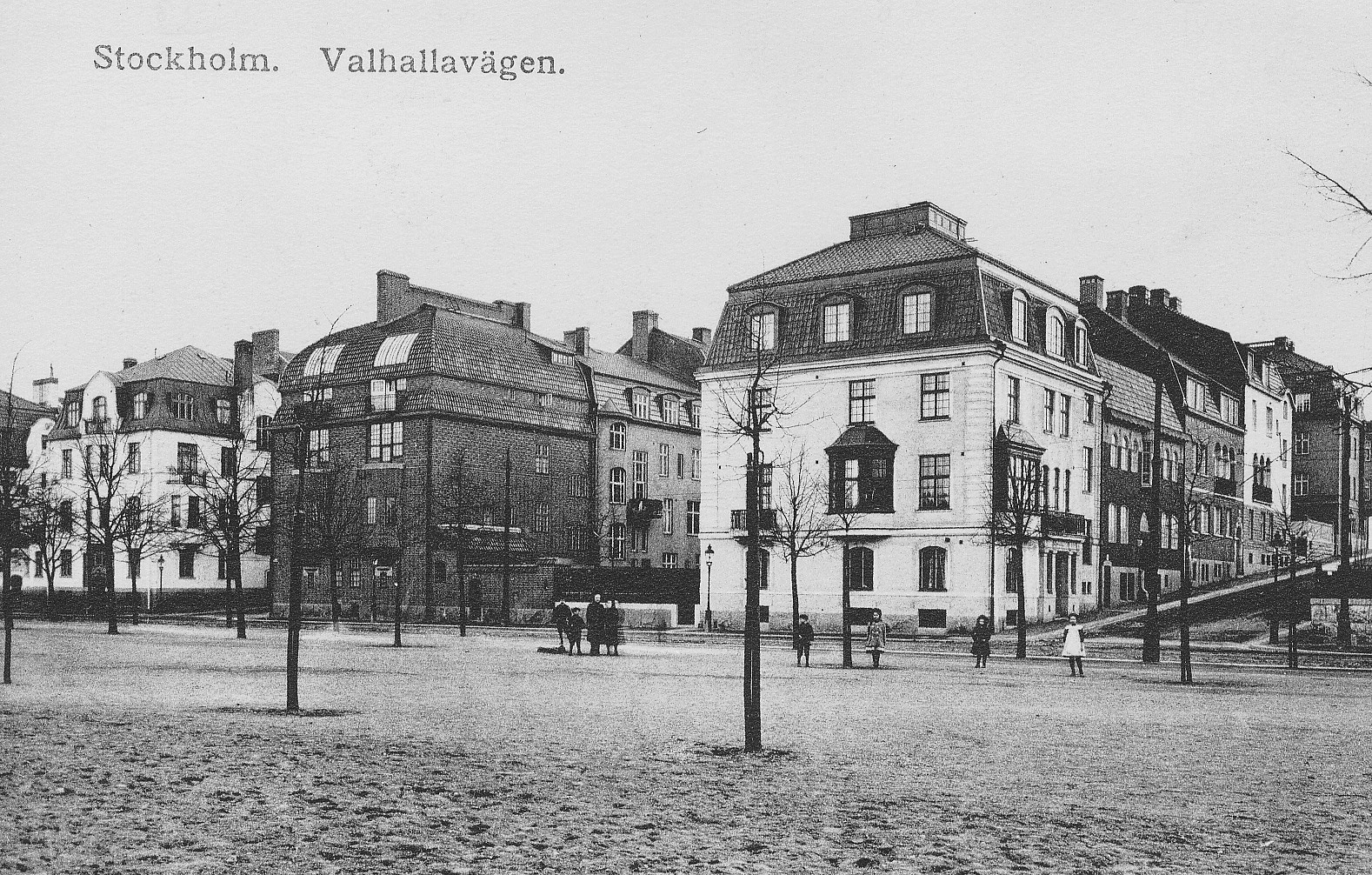
Äldre vykort från omkring 1911. Från vänster: Sånglärkan 5, Trädlärkan 6 och Trädlärkan 5, i förgrunden Valhallavägen.

Byggnaden uppfördes av byggmästaren D.E. Thorsén i tre våningar med källare och två ateljévåningar under ett välvt tak vilket täcktes av glaserat tegel. Taket har två fall med mellanliggande fönsterband. Fasaderna består av rödbrunt, mönstermurat och fogstruket tegel på sockel av granit. Mot Valhallavägen dominerar två symmetriskt anordnade burspråk som kröns av var sin balkong. Annars saknar fasaderna större utsmyckningar och ger ett stramt och slutet intryck gestaltad i den för området typiska nationalromantiken. Huvudentrén är från Sköldungagatan 9. Ekporten inramas av ett murat portalvalv som vilar på två granitblock med inhugget husnummer ”No 9”.

### Interiör
Innanför huvudentrén möts besökaren av ett golv av sexkantigt golvtegel, vita väggar med hög fotlist och andra detaljer av murtegel. I vindfånget finns kryssvälvt och dekormålat tak. I interiören märks väggmålningar utförda av Filip Månsson och ägarinnans son, Nils Asplund.
Av nybyggnadsritningarna från mars 1910 framgår att huset inreddes med sex lägenheter trots bestämmelser om endast två kök i varje fastighet, där ett mindre kök godkändes i lägenheter för gårdskarlar eller portvakter. Husägarens bostad låg huvudsakligen på bottenvåningen och en trappa. På bottenvåningen fanns dessutom en liten portvaktslägenhet om ett rum och dusch. På våning två och tre trappor inreddes totalt fyra ateljéer med olika storlek, samtliga utan kök. På det viset kringgick man nybyggnadsbestämmelserna som gällde för lärk-kvarteren, en metod som tillämpades för de flesta fastigheterna i Lärkan. Det var en tillgång att kunna hyra ut några rum men stred mot stadens intentioner med stadsvillor för endast en familj. 
Av tillgängliga arkitektritningar framgår att Erik Hahr redan i augusti 1909 upprättade en uppsättning bygglovsritningar vilka dock inte kom till utförande och inte heller avvek nämnvärd från de godkända, bland annat var yttertaket inte rundat.

Originalritningar från 1910
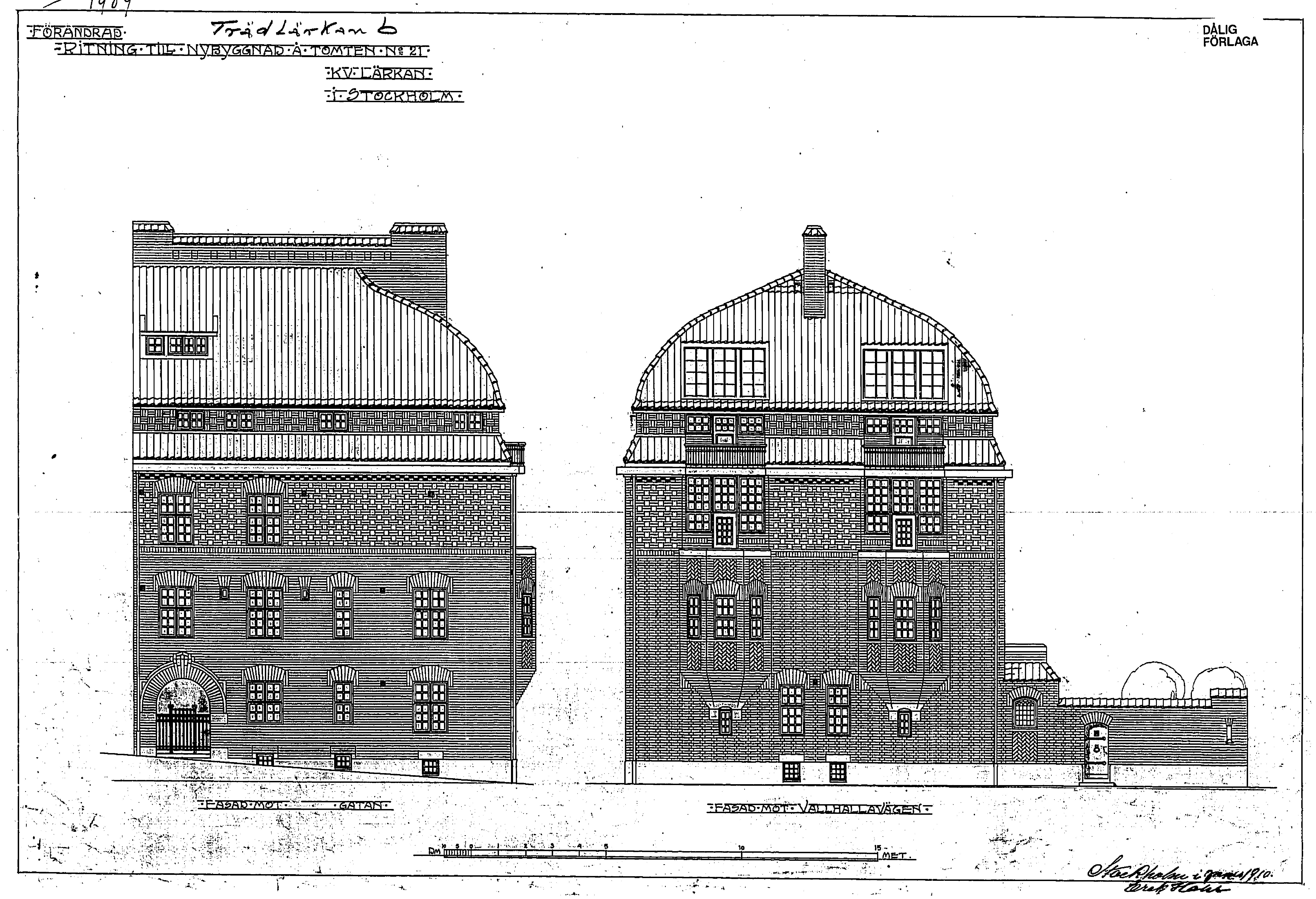
Fasader.
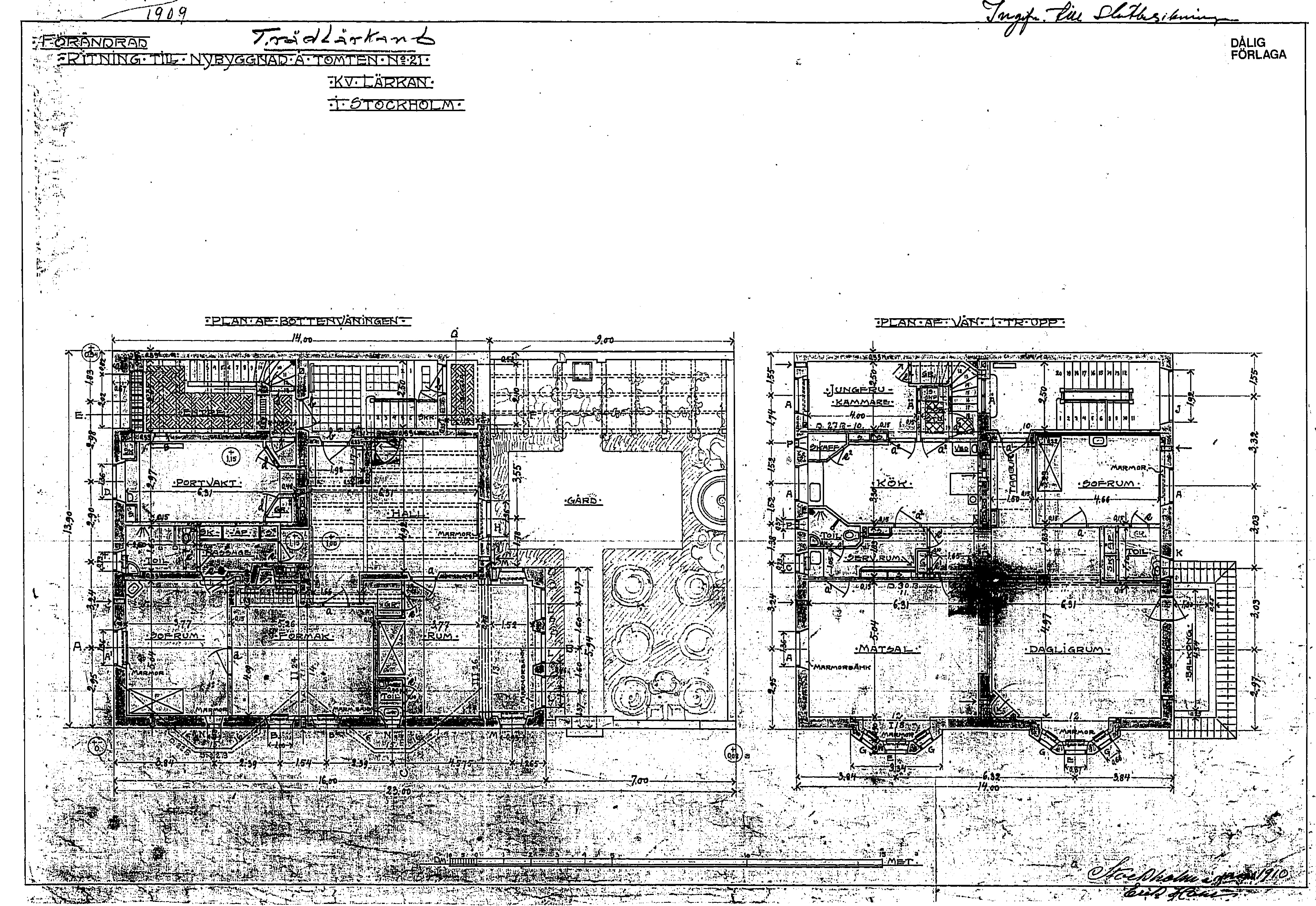
Bottenvåning och våning 1 trappa.
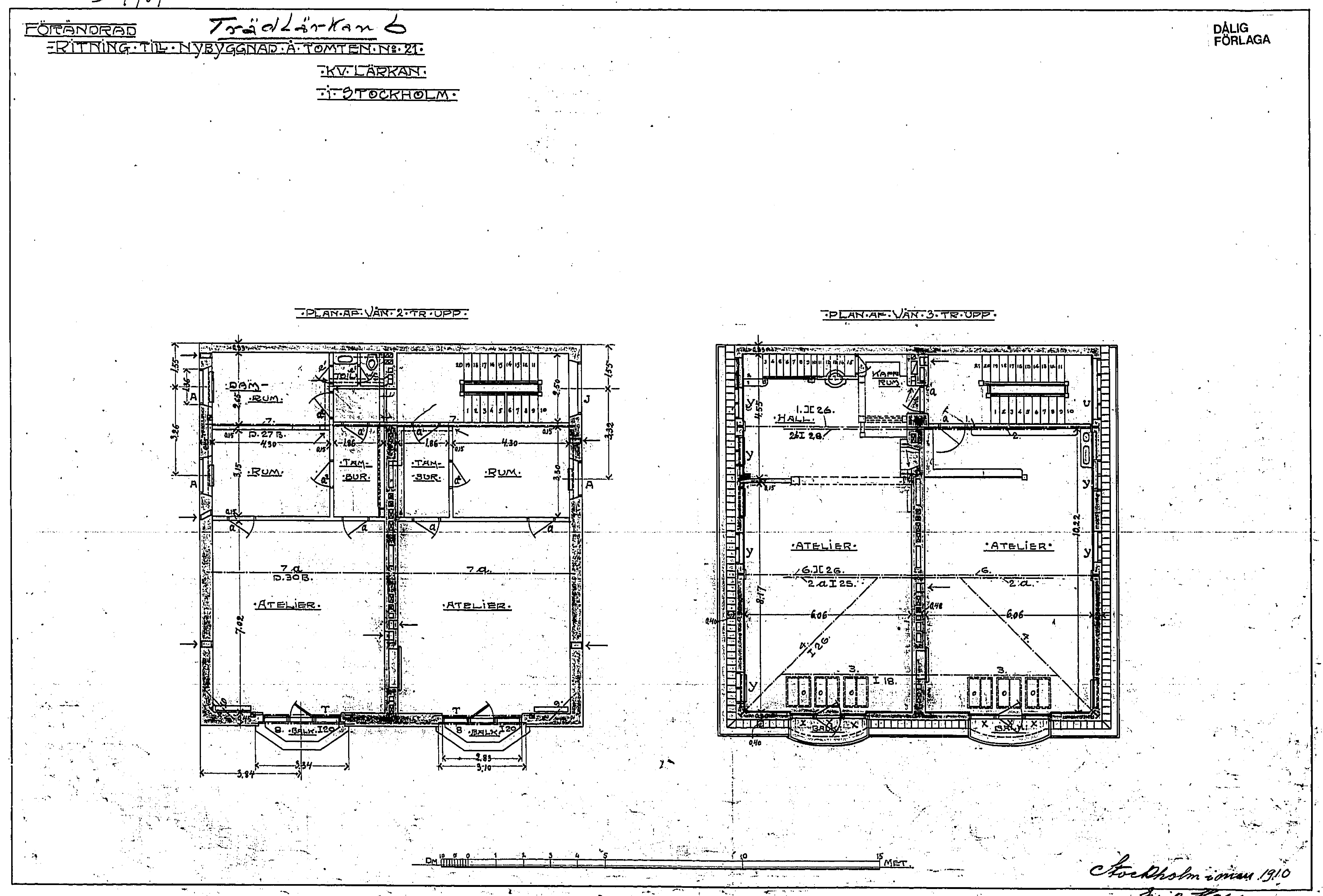
Våning 2 och 3 trappor.
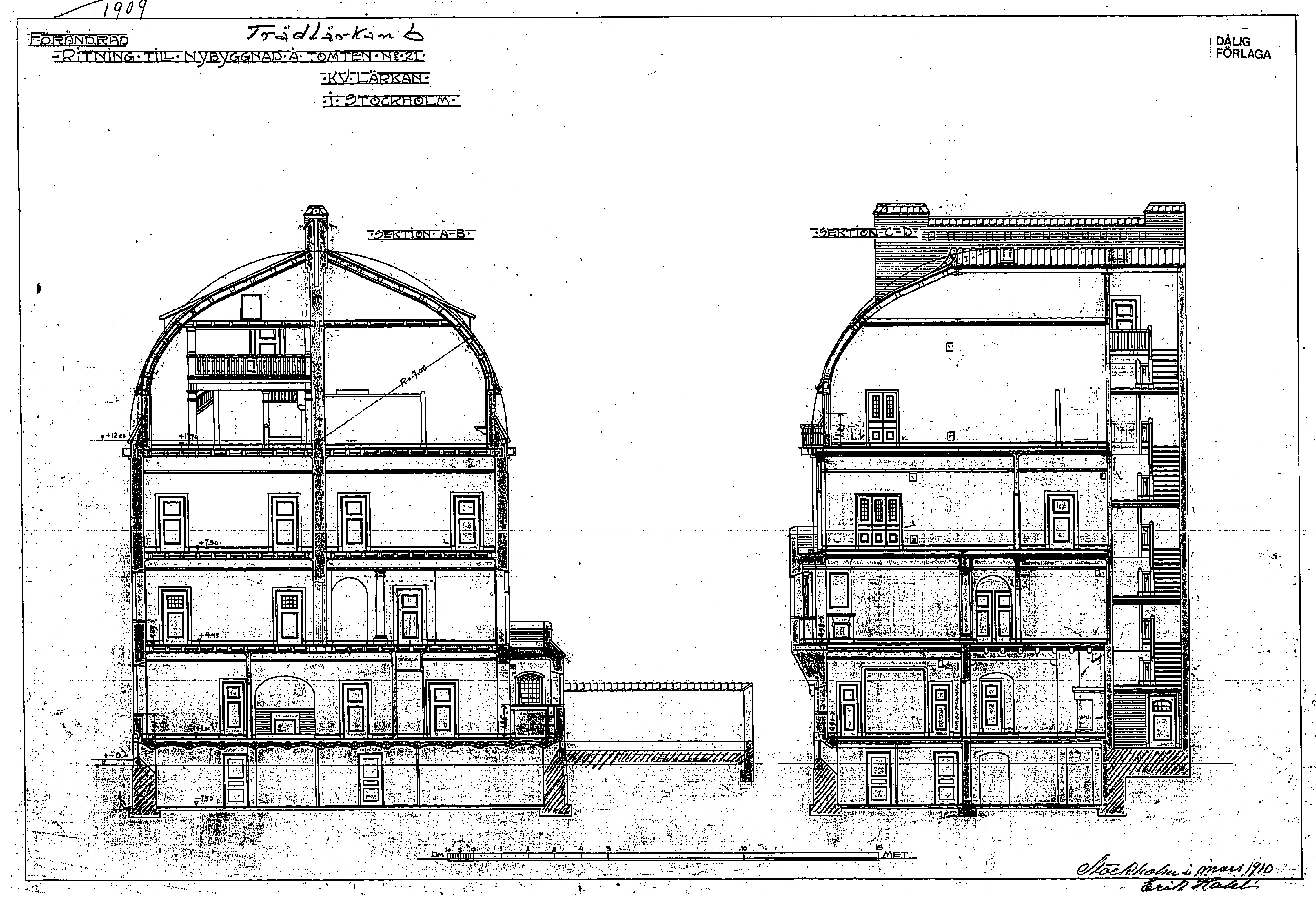
Sektioner.

### Rumsfördelningen 1910
Rumsfördelningen var enligt arkitektritningarna från mars 1910 följande:
- Källarvåning – pannrum, kolrum, tvättstuga, strykrum, flera källarförråd med matkällare
- Bottenvåning – entré, portvaktslägenhet med egen entré, stor hall med öppen spis och utgång till trädgården, sovrum, förmak och ytterligare ett rum mot gatan
- Våning 1 trappa – jungfrukammare i anslutning till köket, serveringsrum, matsal och dagligrum i fil och var sitt burspråk mot Valhallavägen, sovrum mot trädgården
- Våning 2 trappor – två ateljéer om två rum med balkong mot Valhallavägen
- Våning 3 trappor – två ateljéer om ett rum i 1½ våningar
- Vinden – ateljéernas övre del och stora ateljéfönster mot norr. Den ena ateljén hade invändig balkong med blick över rummet

## Boenden och verksamhet
Emilia Asplund avled redan innan huset stod färdigt. Efter hennes död ärvdes fastigheten av barnen Nils Asplund (född 1874), Hans Asplund (född 1878) och Gerda Emilia Asplund (född 1880) som även bosatte sig där. Bland hyresgäster fanns porträttmålaren Simeon Öquist och senare även konstnärerna Arthur Sjögren och Endre Nemes som hyrde ateljéerna. Asplunds innehade Trädlärken 6 till 1919 då man sålde egendomen till en direktör J.F. Thelander. Därefter vandrade egendomen genom flera händer. Stadsmuseets byggnadsinventering uppger att huset är kontoriserad omkring 1980. År 2003 förvärvades fastigheten av schweiziska staten som har här sin Stockholmsambassad.

## Nutida bilder

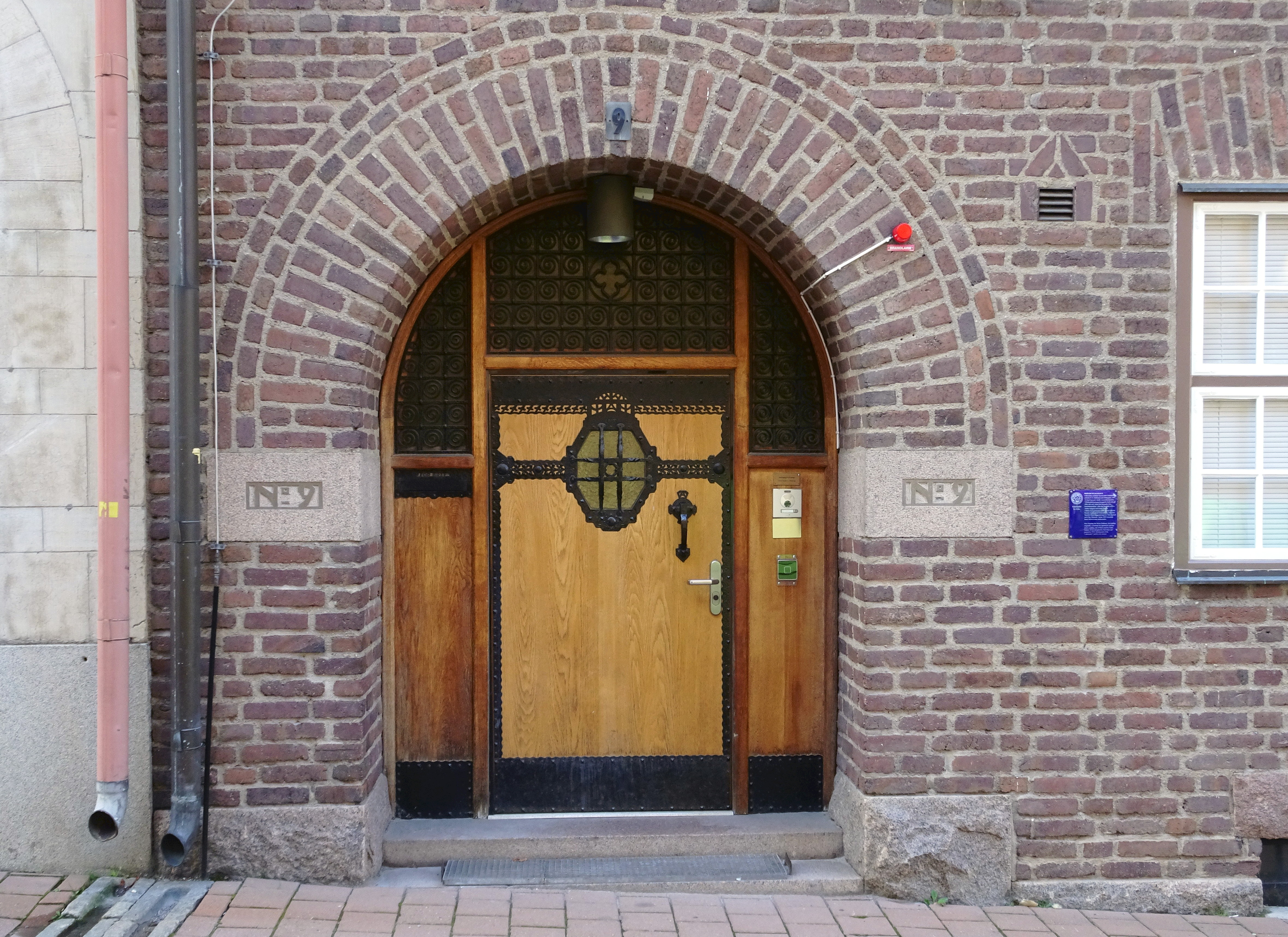
Entré Sköldungagatan 9.
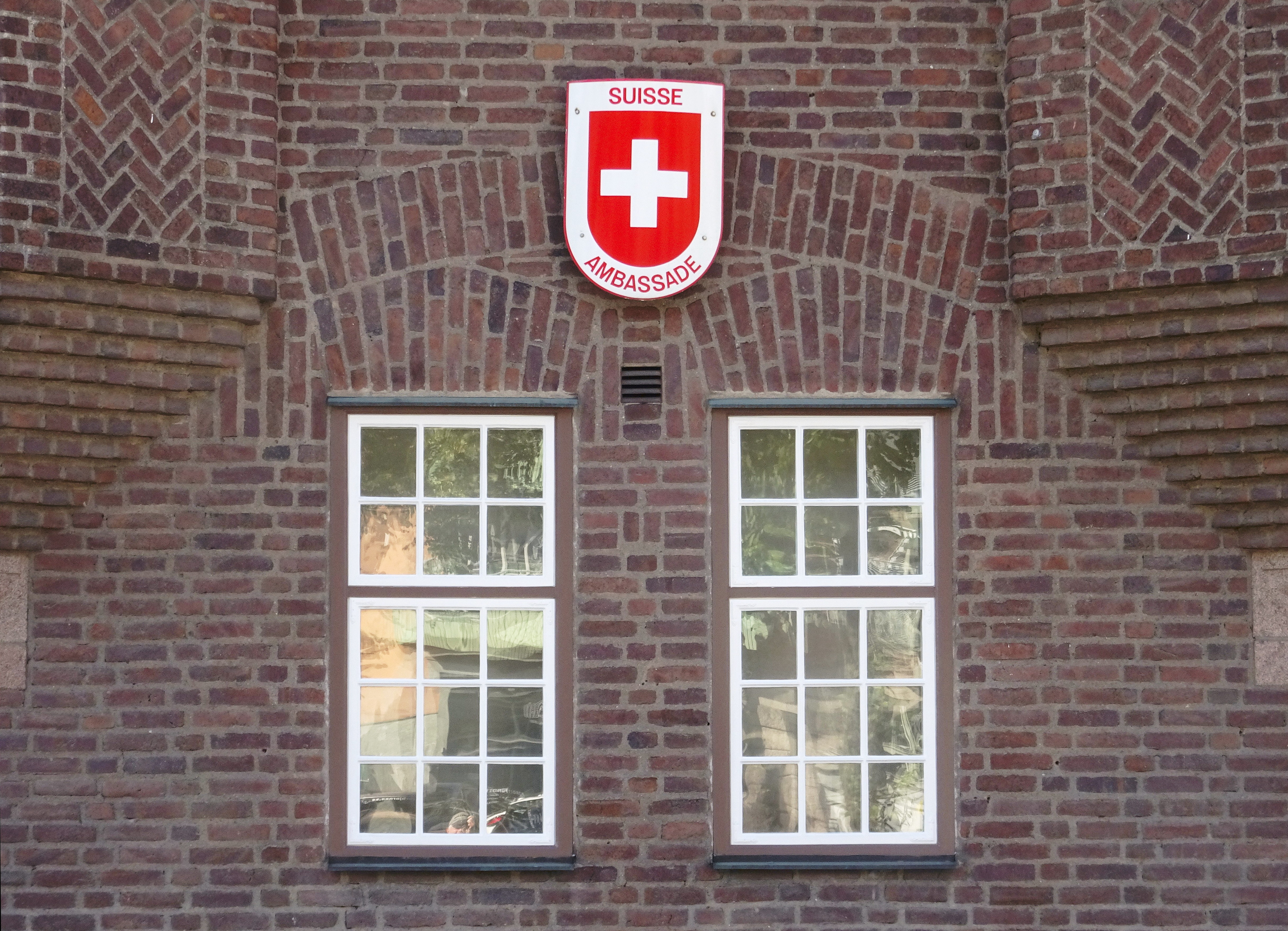
Ambassadskylten mot Valhallavägen.
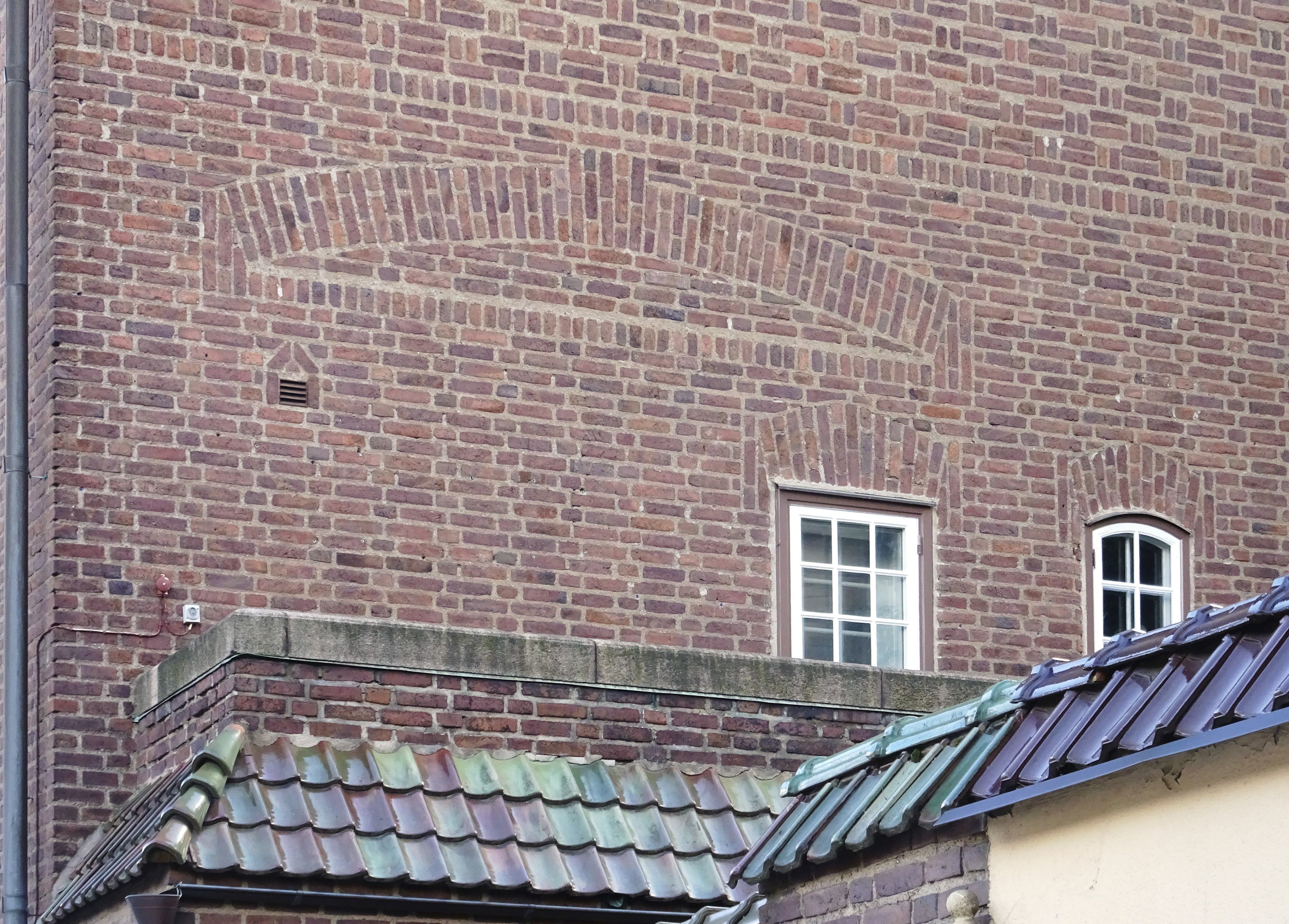
Mönstermurning på västra gaveln.
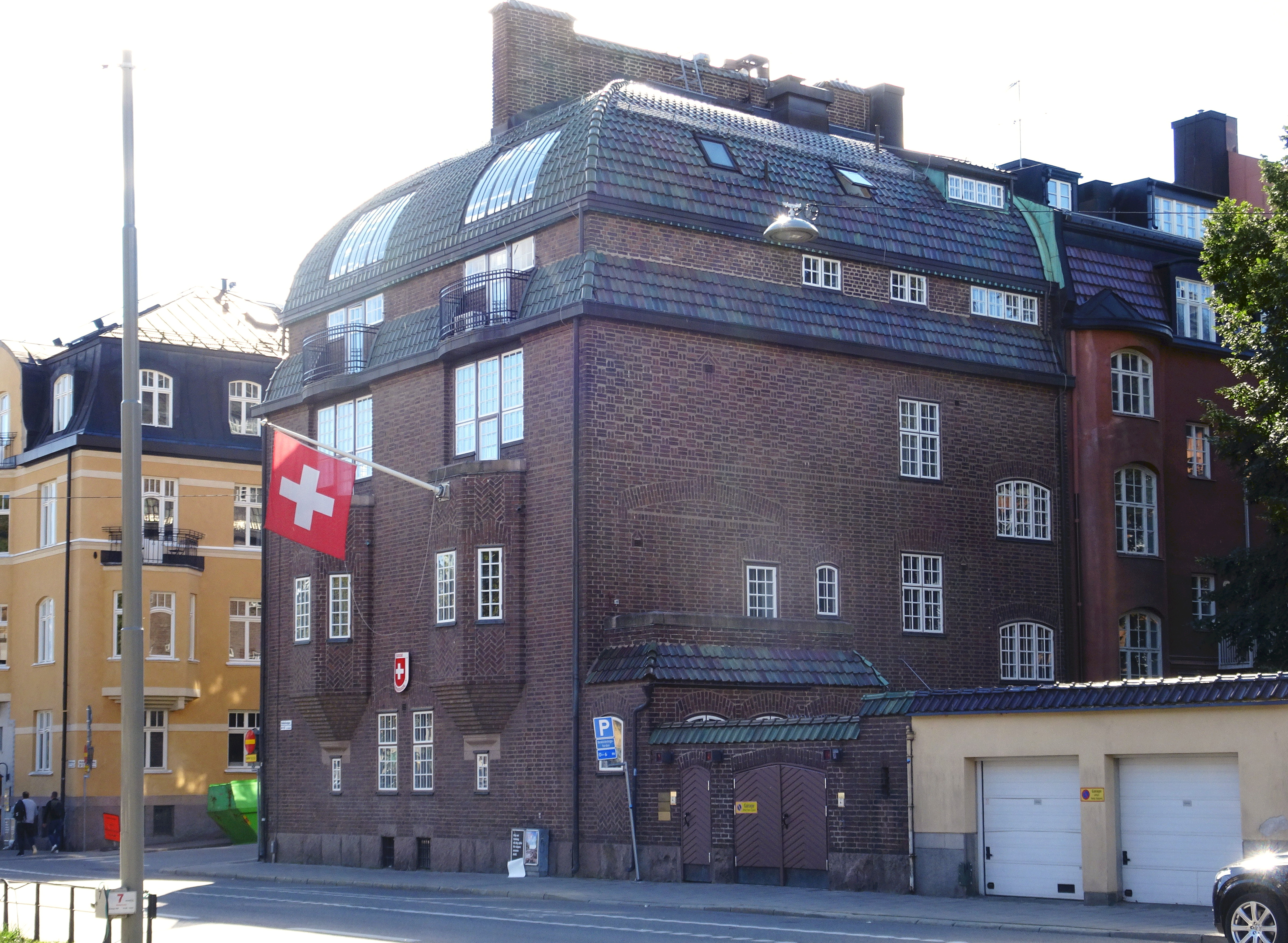
Vy från Valhallavägen.

### Noter

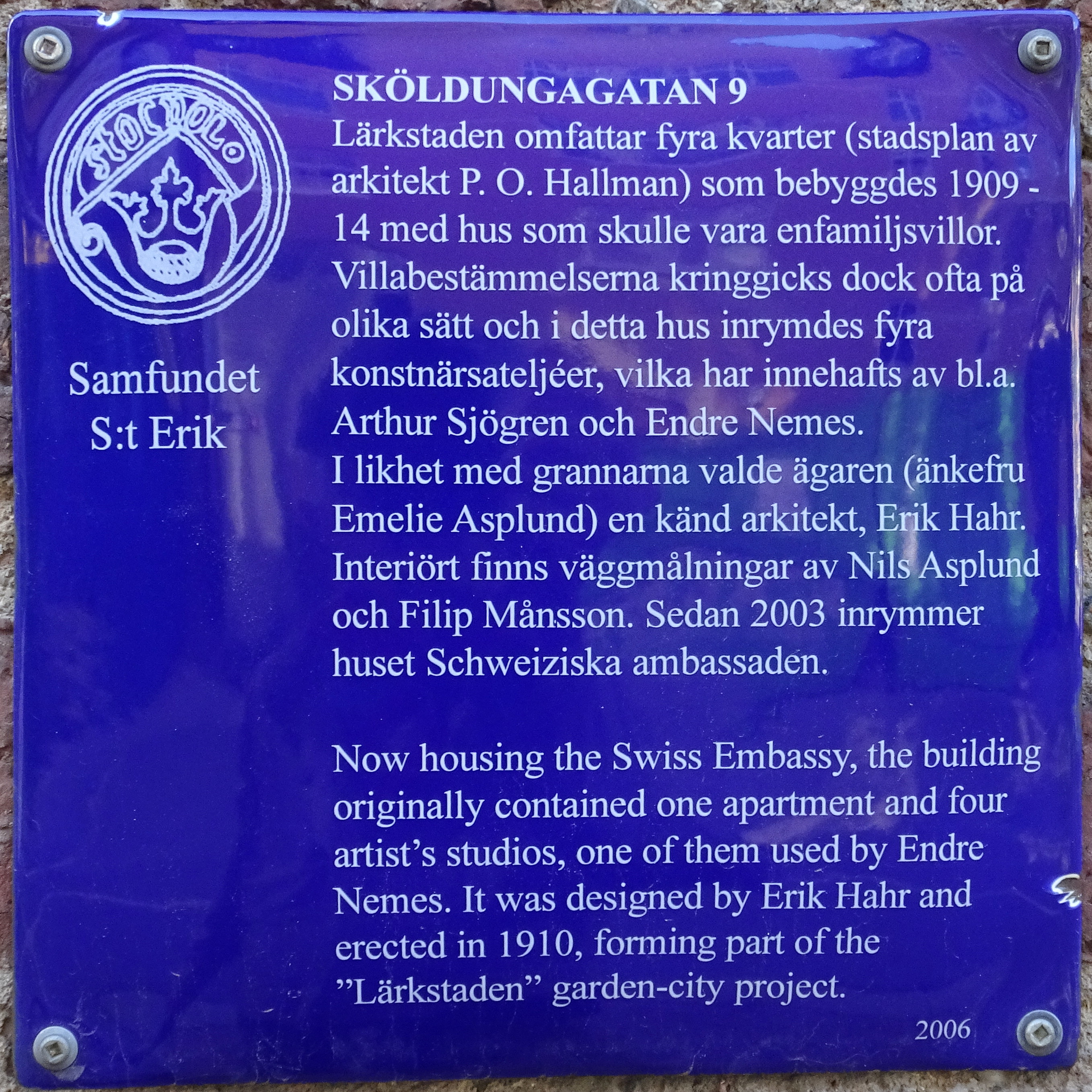
Samfundet S:t Eriks informationsskylt.